# Tuoro sul Trasimeno
Tuoro sul Trasimeno település Olaszországban, Umbria régióban, Perugia megyében. Lakosainak száma 3728 fő (2023. január 1.). Tuoro sul Trasimeno Castiglione del Lago, Cortona, Lisciano Niccone, Magione és Passignano sul Trasimeno községekkel határos.

## Népesség
A település lakossága az elmúlt években az alábbi módon változott:
| Lakosok száma | 3796 | 3769 | 3728 |
|               | 2017 | 2018 | 2023 |